# جوسيمار فارغاس
جوسيمار فارغاس (بالإسبانية: Josimar Vargas)‏ هو لاعب كرة قدم بيروفي في مركز الوسط، ولد في 6 أبريل 1990 في ليما في بيرو. شارك مع منتخب بيرو لكرة القدم. أما مع النوادي، فقد لعب مع نادي يونيفرسيتاريو.

## وصلات خارجية
- جوسيمار فارغاس على موقع قاعدة بيانات كرة القدم.إي يو (الإنجليزية)
- جوسيمار فارغاس على موقع ناشيونال فوتبول تيمز (الإنجليزية)
- جوسيمار فارغاس على موقع Soccerway.com (الإنجليزية)